# Euchlaena madusaria
Euchlaena madusaria là một loài bướm đêm trong họ Geometridae.